# 西拉雅語群
西拉雅語群（Sirayaic languages）指主要分佈在南台灣的不同台灣南島語言，包括復育中的西拉雅語、大武壟語及馬卡道語。

## 分類系譜
李壬癸院士(Li 2009)研究認為西拉雅語群分為3類：西拉雅語、大滿語、馬卡道語。
西拉雅語群分類情況如下：
- 西拉雅語 — 使用在台南靠海一帶的平原。
- 大滿語 — 大部分使用在台南平原的內陸至較北部一帶（正好接近卡那卡那富語與拉阿魯哇語的西邊）。
- 馬卡道語 — 使用在高雄縣及屏東縣至較南部一帶（正好接近在排灣語的西邊）。

然而，李壬癸院士(Li 2009)研究發現有兩個衝突的分支樹。
1. 分支樹基於音系創新的數目
- 西拉雅語群（Sirayaic）
  - 大滿語（Taivuan）
  - 西拉雅–馬卡道語群（Siraya–Makatau）
    - 西拉雅語（Siraya）
    - 馬卡道語（Makatau）

2. 分支樹基於相關音變的年代
- 西拉雅語群（Sirayaic）
  - 西拉雅語（Siraya）
  - 大滿–馬卡道語群（Taivuan–Makatau）
    - 大滿語（Taivuan）
    - 馬卡道語（Makatau）

李壬癸院士(Li 2009)認為第2個分支樹(此分支樹包含"大滿-馬卡道語群")為比較可能的分支。

## 腳註
1. ↑  Hammarström, Harald; Forkel, Robert; Haspelmath, Martin; Bank, Sebastian (编). . . Jena: Max Planck Institute for the Science of Human History. 2016.
2. ↑  Li, Paul Jen-kuei. 2009. "Linguistic differences among Siraya, Taivuan, and Makatau." In Alexander Adelaar and Andrew Pawley (eds.). Austronesian historical linguistics and culture history: a festschrift for Robert Blust. Canberra: Pacific Linguistics.